# Familie Ritter
Die Familie Ritter ist eine Familie aus Köthen in Sachsen-Anhalt, die durch die seit dem Jahr 1994 ausgestrahlte Reportagenserie im TV-Format Stern TV große Bekanntheit in den deutschen Medien erlangte. Später wurde sie zu einem Internetphänomen und es entstanden zahlreiche Memes über die Familie. Im Fokus der Reportagen stehen dabei Armut, Obdachlosigkeit, Fremdenhass, Neonazismus, Alkohol- und Drogensucht und Kriminalität.

## TV-Format
SternTV wurde erstmals auf Familie Ritter aufmerksam, nachdem drei der vier Söhne von Karin Ritter die Nachbarsfamilie überfielen. Es wurde eine mehrteilige Dokuserie ausgestrahlt, die offensichtliche Missstände in der Familie, hauptsächlich die offene Fremdenfeindlichkeit sowie später die Alkoholsucht einiger Familienmitglieder, zeigte. Drei der im TV thematisierten Familienmitglieder sind inzwischen verstorben.
Die ersten Folgen von SternTV berichteten ab 1994 in einer Reportage-Serie über die Familie. Über 30 Jahre liefen gelegentlich Einzelreportagen im Programm von SternTV, im Dezember 2015 schlug ein Bericht in der Fernsehsendung MDR Exakt über die desaströsen Zustände der Obdachlosenunterkunft der Ritters laut MZ „hohe Wellen“. Des Weiteren entstand 2019 im Format SternTV eine fünfteilige Reportagereihe und 2024, anlässlich des 30-jährigen Jubiläums der Reportage-Serie, eine zehnteilige Doku-Serie. Auch ein 105-minütiges Special mit Steffen Hallaschka wurde am 21. August 2019 auf RTL ausgestrahlt. Eine zweiteilige Spezialsendung auf VOX folgte am 19. bzw. am 26. Februar 2025. Diese zeigte auch bisher unveröffentlichte Aufnahmen aus den 30 Jahren Berichterstattung.
Die Familie hat laut Angaben des Produktionsunternehmens von Stern TV keine Honorare für ihre Auftritte erhalten.
Zu den Hauptprotagonisten zählten:
- Karin Ritter (1954–2021) war Mutter der vier Söhne René, Norman, Andy und Christopher sowie zweier Töchter. Vater der beiden Töchter und des ältesten Sohnes René war der an seiner Alkoholsucht verstorbene Bernd Ritter.[11] Der ebenfalls verstorbene Klaus-Dieter Ritter war der Vater von Norman und Andy.[12]
- René Ritter (* um 1983), ältester Sohn Karin Ritters
- Norman Ritter (1984–2025) war ein Neonazi, der bereits als Kind mit rechtsextremen Äußerungen und dem Zeigen des Hitlergrußes auffiel.[13] Da er schon im Kindesalter straffällig wurde, wurde er zwischenzeitlich in einem Heim untergebracht. Er war verheiratet und Vater von vier Kindern. Im Jahr 2017 wurde bei ihm Leberzirrhose diagnostiziert, im November 2023 Herzschwäche.[2][14] Er starb Anfang 2025 und wurde in Köthen beerdigt.[15] SternTV berichtete in einer kurzen Sonderfolge über seinen Tod.[9] Verschiedene Medien schrieben Nachrufe auf ihn oder berichteten über die Beisetzung, darunter neben den Boulevardmedien auch der Schweizer Tages-Anzeiger.[16]
- Andy Ritter († 15. Juni 2023)
- Christopher Ritter (* um 1987), jüngster der vier Söhne
- Karina Ritter, älteste Tochter von Karin Ritter und Mutter von mindestens acht Kindern[17]
- Ivonne Ritter, Schwester von Karina, René, Norman, Andy und Christopher[18]
- Jasmin Ritter (* um 2000), Enkelin von Karin Ritter und Tochter von Karina Ritter[18]

## Rezeption und Kritik

### Bedeutung
Nach Angaben von Focus Online im Jahr 2025 war die Familie Ritter „Deutschlands berühmteste TV-Familie“. Den Sendern RTL und VOX bescherten die Reportagen immer wieder Quotenerfolge.
2019 gelang RTL mit dem 90-Minuten-Spezial Die Ritters – Eine Familie am Rande der Gesellschaft zum 25-jährigen Jubiläum der Dokuserie im Marktanteil der 14- bis 49-jährigen der Quotensieg mit 20,1 % und 1,1 Millionen Zuschauern noch vor Promi Big Brother auf Sat.1.
Der erste Teil des Specials 2025 erreichte in der Zielgruppe der 14- bis 49-jährigen überraschend Platz eins der Einschaltquoten mit 13,1 Prozent und 620.000 Zuschauern und platzierte sich damit noch vor Germany’s Next Topmodel und Du gewinnst hier nicht die Million bei Stefan Raab. Insgesamt reichte es jedoch im kompletten Vergleich nur zu 1,16 Millionen Zuschauern und einem Marktanteil von 4,9 Prozent.
Die Dokumentationen erreichten auf YouTube schnell mehrere Millionen Klicks und führten zeitweise die YouTube-Trends an. Medien wurden für ihre Zurschaustellung der Missstände kritisiert, während auch den Behörden Versagen zur Last gelegt wurde.

### Kritik an der medialen Verwertung
Ein Bericht des Online-Magazins Quotenmeter.de thematisierte „das Zusammenspiel von sozialer Verwahrlosung, staatlichem Versagen und einer fragwürdigen medialen Ausbeutung“.
Der Bericht bemängelte das ausgebliebene entschiedene Eingreifen der Behörden in Köthen, seien doch die enormen Missstände seit den 1990er Jahren öffentlich bekannt gewesen. Beispielhaft sei das Leben Christopher Ritters, der sich in einer Pflegefamilie zu einem sozial integrierten Jugendlichen ohne rechtsextreme Tendenzen entwickelt habe. Später kehrte er in das Umfeld seiner Familie zurück, weil den staatlichen Institutionen keine dauerhafte Regelung gelang.
Gleichfalls wurde den Medien vorgeworfen, in sensationsjournalistischer Manier „Skandale und Eskapaden zu inszenieren“ anstatt konstruktiv mit den Problemen umzugehen. Besonders oft seien Schwächemomente der Familie ausgenutzt worden, um das Elend einem breiten Publikum zu dessen vermeintlicher Unterhaltung zu präsentieren, ohne den Ansatz von Hilfe seitens des Fernsehteams.
Des Weiteren seien die Kinder zusätzlich zu ihren ohnehin schon schwerwiegenden sozialen Problemen früh stigmatisiert worden.
Die weite Verbreitung in YouTube führte außerdem zu Memes und Parodien zulasten der Familienmitglieder. Die Frage nach der Verantwortung der Medien dränge sich auf, genau wie die Frage, ob die mediale Berichterstattung jemals zu einer Verbesserung geführt habe, anstatt einfach nur Klicks und Einschaltquoten zu generieren. Ebenso argumentiert auch Bento.de im Jahr 2019 am Beispiel einer Video-Serie des YouTubers Gurkensohn, der die Familie mehrfach besuchte. Seit Jahren würde um die Familie ein abstruser „Internet-Kult“ bestehen, „der aus der ständigen Boulevard-Berichterstattung entstanden [sei]. Und zwar nicht wegen ihrer rechten Gesinnung, sondern wegen einzelner Szenen und Sprüche aus den vielen Reportagen, die viele offenbar lustig finden und zu Memes verarbeiten.“ In dem Artikel verglich man die Rolle der Ritters mit den Ludolfs und ungeschickt auftretende Personen aus der Serie Frauentausch.
Auch ein Podcast zum Thema wurde erstellt.
Weitere Kritik an der Serie sind Sozialvoyeurismus. Zudem wurde Norman Ritter, der ein bekennender Neonazi war, immer wieder eine Bühne geboten. Auch die ausländerfeindlichen und rassistischen Äußerungen von Karin Ritter wurden nicht zensiert.

### Kritik an der Rolle der Jugendämter
Nach Ausstrahlung einer Reportage im Jahr 2019 ging der Köthener Stadtrat aktiv auf Karin Ritter zu und erarbeitete eine Lösung für ihre Wohnsituation.
Köthens Oberbürgermeister Bernd Hauschild wurde im Jahr 2019 vom Landrat Uwe Schulze und seinem Vize Bernhard Böddeker für die Wohnsituation der Ritters kritisiert. Hauschild betonte daraufhin das Prinzip der Freiwilligkeit von Betroffenen, die nach seiner Einschätzung in 90 % der Fälle auf Hilfsangebote gar nicht antworten würden. Eine neue Verfügung in eine Obdachlosenunterkunft liege der Familie Ritter bereits vor.
Medien warfen den Jugendämtern Behördenversagen vor, da die Kinder in verwahrlosten Verhältnissen aufwuchsen, beispielsweise ohne Warmwasser oder lediglich mit einem Dixi-Klo im Garten. Peter Grimm, der Leiter des Jugendamtes Anhalt-Bitterfeld, verteidigte hingegen das Vorgehen im Gespräch mit Steffen Hallaschka im Jahr 2019 live bei SternTV. Die Familie Ritter habe konsequent Hilfsangebote abgelehnt. „Vom Jugendamt bis zum Stadtrat“ sei vielseitig, aber erfolglos auf die Familie Ritter zugegangen worden. In den Fernsehberichten sehe es so aus, als hätten die Behörden nicht angemessen gearbeitet. Das Gegenteil sei der Fall: „Kaum ein[em] Kind in dieser Familie“ sei der Eingriff des Staates verwehrt geblieben, meist seien Heimerziehung angeordnet und ambulante Leistungen durch das Familiengericht erbracht worden. Vielmehr machte er den Liebesentzug der Erwachsenen gegen ihre Kinder für deren misslungene Lösung aus dem rechtsextremen und von Gewalt geprägten Umfeld verantwortlich.

## Fernsehbeiträge (Auswahl)
Stern TV Reportage Spezial – 30 Jahre Familie Ritter
- Zweiteilige Spezialsendung auf VOX am 19. und 26. Februar 2025[32][8]

30 Jahre Familie Ritter – Die große Doku-Serie, 10-teilige Dokuserie vom Oktober 2024
- Die Geschichte der Ritters, wie sie noch nie erzählt wurde (Folge 1/10), Stern TV, 30. Oktober 2024, RTL
- Warum die Rettung der Ritter-Kinder scheiterte  (Folge 2/10), Stern TV, 10. November 2024, RTL
- Karina Ritter: Muss die siebenfache Mutter in den Knast? (Folge 3/10), Stern TV, 24. November 2024, RTL
- Die Ritterbrüder vor Gericht (Folge 4/10), Stern TV, 8. Dezember 2024, RTL
- Weihnachten bei den Ritters – ein unvergessliches Fest?  (Folge 5/10), Stern TV, 22. Dezember 2024, RTL
- Todesdrohungen gegen Karin Ritter – wie weit gehen ihre Söhne? (Folge 6/10), Stern TV, 5. Januar 2025, RTL
- Zwangsräumung bei den Ritters – Wut, Hass und Beschimpfungen (Folge 7/10), Stern TV, 2. Februar 2025, RTL
- Jasmin Ritter im Streit mit Oma Karin: Einbruch im Tierpark (Folge 8/10), Stern TV, 16. Februar 2025, RTL
- Karin Ritter – Obdachlos in Köthen (Folge 9/10), Stern TV, 2. März 2025, RTL
- Karin Ritter – das bittere Ende (Folge 10/10), SternTV, 16. März 2025, RTL

Die Ritters – Eine Familie am Rande der Gesellschaft
- Fernsehspecial, am 21. August 2019 RTL, Stern TV Spezial, 21. August 2019, 22:15 Uhr, RTL

fünfteilige Reportagereihe von 2019: Familie Ritter – Die große Reportage
- Köthen: Keine Geduld mehr mit der Familie Ritter (Teil 1)
- Christopher, Norman und Andy – Die Ritter-Söhne 2019 (Teil 2)
- Jasmin Ritter: Mit 19 Jahren ins Gefängnis? (Teil 3)
- Karin Ritter: 65. Geburtstag & Treffen mit dem Oberbürgermeister (Teil 4)
- Familie Ritter: Welche Chancen hat die nächste Generation? (Teil 5)

weitere Reportagen
- Familie Ritter muss Obdachlosenunterkunft verlassen, Stern TV, 26. September 2018, 22:15 Uhr, RTL
- Familie Ritter: Umzug in eine neue Wohnung – Anwohner protestieren, Stern TV, 3. Oktober 2018, 22:15 Uhr, RTL
- Karin Ritter aus Köthen: Angst vor den eigenen Söhnen – Die ganze Reportage, Stern TV
- Familie Ritter: Was wurde aus den Söhnen?, Stern TV, 4. Oktober 2017, 22:15 Uhr, RTL
- Familie Ritter: Ein Leben in der Obdachlosenunterkunft – Die ganze Reportage, Stern TV, 4. Oktober 2017, 22:15 Uhr, RTL
- Sonderfolge: Norman Ritter ist tot, Stern TV, 19. Januar 2025
- Norman und René Ritter: Alkoholsucht und Therapie, Stern TV, 11. August 2021, 22:35 Uhr, RTL